# Vandal (Schiff)
Die Vandal wurde 1902/03 auf der Sormovo Werft gebaut und war das erste Dieselmotorschiff und dieselelektrische Schiff der Welt. Die Probefahrt erfolgte im Frühjahr 1903 etwa 4 Monate vor dem umgebauten Lastkahn Petit Pierre.

## Branobel
Der schwedische Ingenieur Gustav Robert Carlsund (1865–1958), der im Dienst von Branobel unter der Leitung von Emanuel Nobel – dem Neffen Alfred Nobels, einem russischen Erdölmagnaten – stand, unterrichtete seinen Arbeitgeber über das von Rudolf Diesel gehaltene Referat „Rationelle Wärmekraftmaschine“. Emanuel Nobel, dem große Teile der Ölfelder in Baku (Branobel) gehörten, war sehr an einer Vermarktung des Öles und der Ölprodukte interessiert.
Der Vater von Emanuel Nobel, Ludvig Nobel, ließ 1878 in Schweden einen Dampfer mit mittschiffs angeordneten Aufbauten fertigen. Darunter befanden sich der Maschinenraum mit Dampfmaschine und der Kesselraum. Für das Ladeöl wurden 21 zylindrische Zisternentanks eingebaut. Das fertige Schiff, die Zoroaster wurde anschließend wieder zerlegt und mit Binnenkähnen über Kanäle, die Wolga und über das Kaspische Meer nach Baku transportiert. Hier wurde der Tanker wieder zusammengebaut und für den Transport von Baku nach Astrachan in Betrieb genommen. Später wurden die stehenden Zisternentanks entfernt und die leeren Laderäume wurde als Tanks genutzt. Mit diesen Umbaumaßnahmen entstand aus der Zoroaster einer der ersten Öltanker moderner Bauart. Die Zoroaster wurde später mit anderen Schiffen versenkt und bildete das Fundament der Ölinsel Neft Daşları. Die Zoroaster II mit rund 2000 tdw wurde 1911/12 für Branobel als Tanker mit Dieselantrieb gebaut.
Von Astrachan wurde das Öl und die Ölprodukte mit kleineren Dampfern über die Wolga bis nach St. Petersburg und von hier an die Ostseehäfen verteilt. Diese Transporte wollten der Maschinenbauer Gustav Robert Carlsund und der Schiffbauer Karl Wilhelm Hagelin (1860–1955), der 1879 bei Branobel begann und für die Wolgaflotte zuständig war, mit moderneren wirtschaftlichen Schiffen mit Dieselmotor betreiben.

## 1898 wurden von R. Diesel die Lizenzen an Nobel und Lamm erteilt
Am 25. Januar 1898 lösten Wallenberg und Oscar Lamm eine Lizenzoption für die Atlas-Werke (heute Atlas Copco), ein. Sie schlossen in München mit Diesel den Lizenzvertrag ab. Für 100.000 Schwedische Kronen (SEK; 1 SEK etwa 1,15 Mark) konnten sie Dieselmotoren in Schweden bauen und vertreiben. Im selben Jahr wurde von Atlas die AB Diesels Motorer in Sickla gegründet
Im Februar 1898 fuhren Nobel und Wallenberg nach Berlin. Hier im Hotel Bristol erwarb Nobel zusammen mit seinem Bankier Marcus Laurentius Wallenberg von Rudolf Diesel und seinem Agenten Berthold Bring die Dieselmotor-Patente für Russland und zahlte dafür insgesamt 800.000 Mark. 600.000 Mark wurden in bar und 200.000 Mark für Aktien der neu gegründeten Firma Russische Dieselmotor, GmbH mit Standort in Nürnberg gezahlt.
1900 wurde Hagelin Präsident des Verwaltungsrates von Branobel. 1902 entwickelte er ein Konzept zur Verschiffung von Öl über eine 2.900 Kilometer lange Strecke von der unteren Wolga bis St. Petersburg und Finnland und war maßgeblich an der Konstruktion und dem Bau der Vandal auf der Sormowo Werft in Nischni Nowgorod beteiligt.

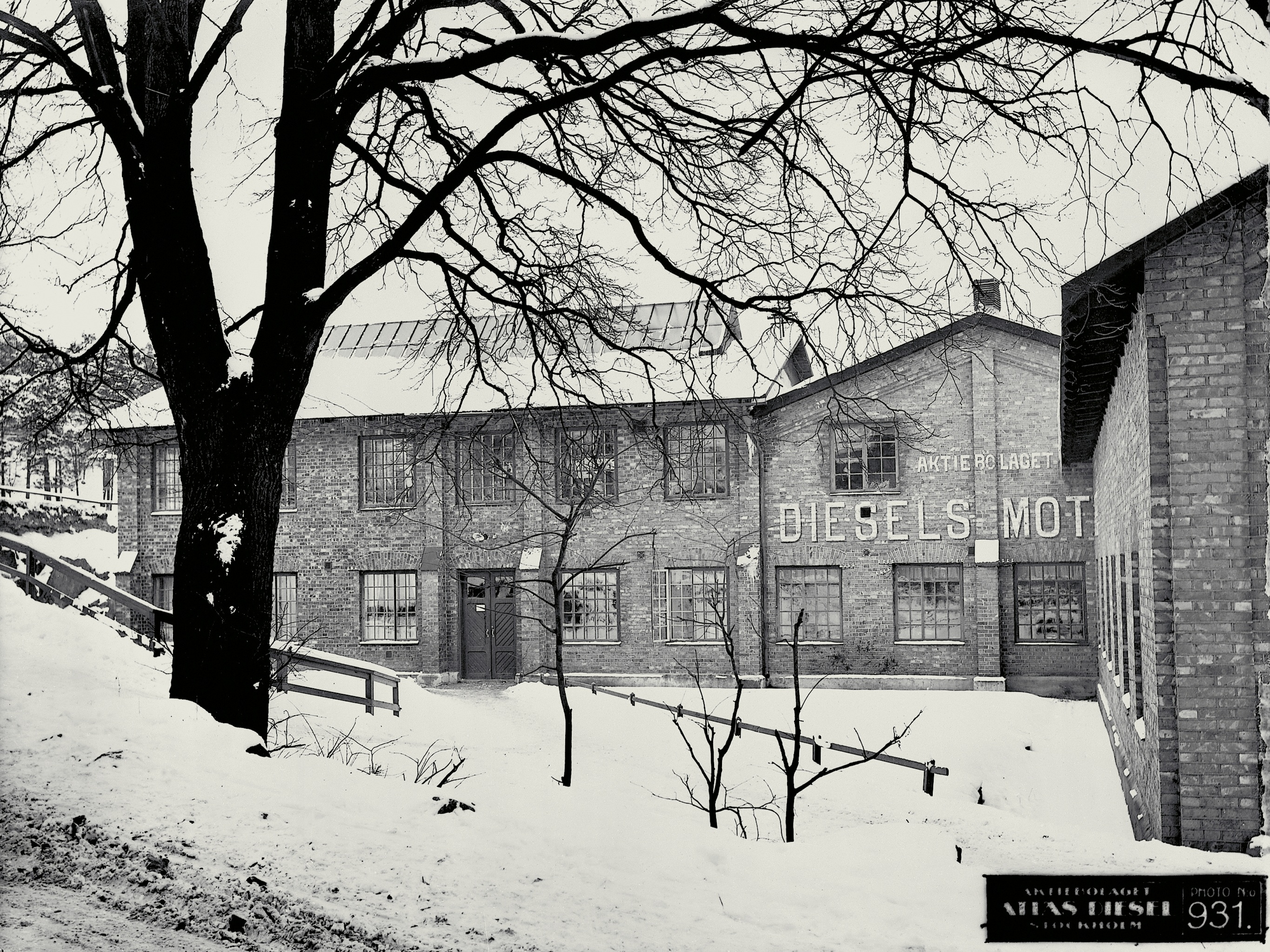
Erste Werkstätten von Diesels Motorer in Sickla, um 1900

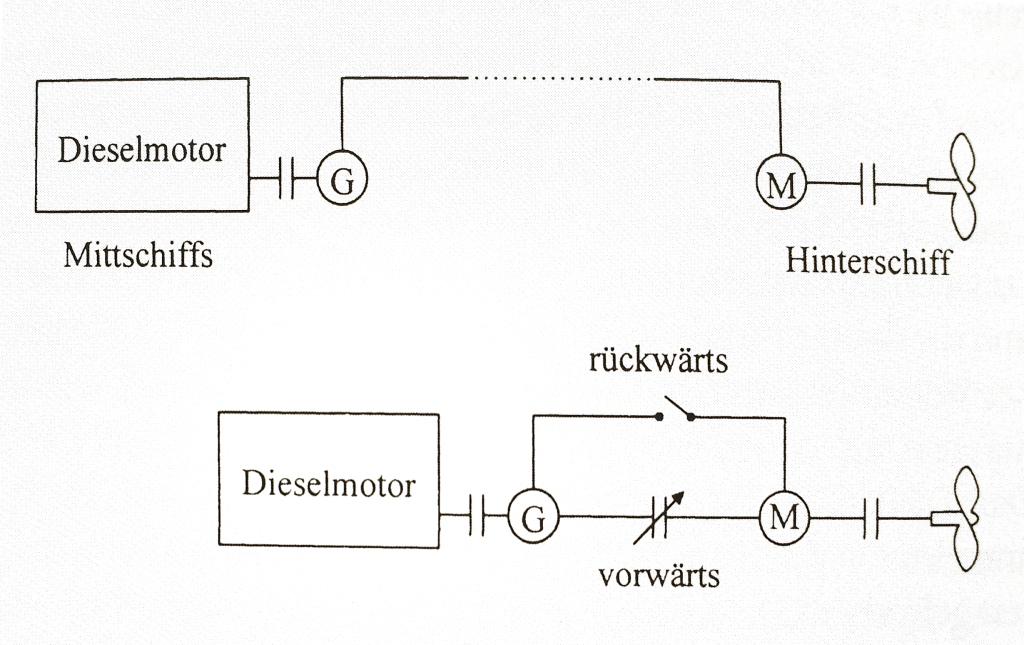
Die Vandal wurde dieselelektrisch (Skizze siehe oben)angetrieben. Das Schwesterschiff Sarmat nach dem Prinzip Delproposto, da die Rückwärtsfahrt mit geringer Geschwindigkeit erfolgt

## Konstruktion
In den Jahren 1902/03 wurde dann auf der Sormowo Werft in Nischni Nowgorod an der Wolga der flachgehender Flusstanker für den Transport von Erdölprodukten gebaut. Die Vandal war rund 75 Meter lang und 9,50 Meter breit. Sie hatte eine Tragfähigkeit von 820 Tonnen.
Der Maschinenraum lag in der Mitte des Schiffes zwischen den vorderen und hinteren Öltanks. Im Januar 1903 wurden drei als K-Motoren bezeichnete kreuzkopflose Dieselmotoren (Tauchkolbenmotoren) vom Typ K 3 III mit 120 PS von der schwedischen Aktiebolag Diesel Motorer in Sickla bei Stockholm (Tochter von Atlas) nach St. Petersburg zum Einbau in die Vandal verschifft. Hintergrund war die von Jonas Hesselman durchgeführte schwedische Weiterentwicklung der ursprünglichen auch in St. Petersburg noch gebauten MAN-Motoren mit Kreuzkopf (spez. Gewicht 220 kg/PS)in kreuzkopflose Motoren mit einem spezifischen Gewicht von 126 kg/PS. Damit wurden pro Motor rund 11.300 kg eingespart.
Diese Motoren trieben elektrische Generatoren von ASEA an, die den Strom für die elektrischen Antriebsmotoren im Hinterschiff lieferten. Mittels einer elektrischen Steuerung wurde die von den Dieselmotoren bereitgestellte und mit Kabeln zum Hinterschiff übertragene elektrische Energie so an die Elektromotoren geleitet, dass Vorwärts- und Rückwärtsfahrt mit Drehzahlen zwischen 30 und 300/min möglich war.
Im Frühjahr 1903 erfolgte die Jungfernfahrt der Vandal von St. Petersburg über die Newa vorbei an der Schlüsselburg auf den Lagoda-See.
1904 wurde das Schwesterschiff Sarmat in Dienst gestellt, sie erhielt die inzwischen verbesserten leichteren Motoren ohne Kreuzkopf der Maschinen- und Waffenfabrik „Ludvig Nobel“ in St. Petersburg.
Branobel ließ nach 1903 rund weitere 60 Schiffe mit Dieselantrieb bauen bzw. umbauen und verfügte um 1913 über die größte Tankerflotte der Welt.